# Шахназаров, Александр Багратович
Александр Багратович Шахназаров (7 [20] августа 1902, Баку, Российская империя — 1997, Симферополь, Автономная Республика Крым, Украина) — советский и украинский врач-терапевт армянского происхождения.
Профессор Крымского медицинского института, зав. кафедрой пропедевтики внутренних болезней (с 1947 года). Участник Великой Отечественной войны.

## Биография
Александр Багратович Шахназаров родился в семье народного учителя 20 августа (7 августа по старому стилю) 1902 года.
Окончил Бакинское реальное училище. С 1919 по 1929 годы работал в Баку — чертежником на машиностроительном заводе им. л-та Шмидта, инструктором Центрального Правления Азербайджанского отдела Союза горнорабочих СССР. Одновременно с 1924 по 1929 годы учился на медицинском факультете Азербайджанского Государственного Университета им. В. И. Ленина.

### После окончания университета работал
- 1929−1937 — клинический ординатор, ассистент, доцент в Азербайджанском медицинском институте.
- 1937−1941 — работал в первом Ленинградском медицинском институте им. академика И. П. Павлова.
- Июнь 1941 − октябрь 1945 — участник Великой Отечественной войны — начальник эвакогоспиталя, главный терапевт эвакогоспиталей МЭП-100.
- 1947−1979 — профессор Крымского медицинского института, зав. кафедрой пропедевтики внутренних болезней.
- 1979−1987 — консультант Областного госпиталя для инвалидов ВОВ и областной консультативной поликлиники.

## Научные степени
- 1935 год — кандидат медицинских наук.
- 1939 год — доктор медицинских наук. Диссертация на тему «Влияние йодистого калия и хлористого натрия на холестериновый обмен у атеросклеротиков».

## Вклад в науку
- Опубликовано более 140 работ, из них 8 монографий.
- Ответственный редактор пяти томов сборников трудов КМИ (тома 36, 37, 45, 50, 52).
- Сотрудниками кафедры и практическими врачами по руководством Александра Багратовича Шахназарова защищены 3 докторские и 19 кандидатских диссертаций, опубликовано 328 работ.
- Многочисленные выступления на Международных (2 доклада), Всесоюзных (7 докладов) и Республиканских (УССР — 3, БССР — 2 доклада) конгрессах и съездах.

А. Б. Шахназаров принимал активное участие в общественной работе. Был Председателем Крымского научного общества терапевтов (с 1956 по 1992 годы), членом правления Учёного совета Минздрава Украины, Всесоюзного и Украинского научных обществ терапевтов, а также членом редакционного совета журнала «Врачебное дело» (с 1957 года).

## Награды и звания
- Орден Трудового Красного Знамени — 1966 год.
- Ордена Отечественной войны 2 степени — 1985 год.
- Медаль «За оборону Кавказа» — 1944 год.
- Медаль «За победу над Германией в Великой Отечественной войне 1941-1945 гг.» — 1945 год.
- Медаль «С. П. Боткина» — за большой вклад в теорию и практику медицины и здравоохранения — 1985 год.
- «Отличник здравоохранения» — 1939 год.
- Другие медали и почетные грамоты.

## Интересные факты из жизни
- Свою последнюю статью «Звуковые феномены в диагностике врожденных пороков сердца» опубликовал на 94 году жизни.
- Был увезён со свадьбы дочери, так как потребовалась срочная консультация для шейха, который пребывал с визитом в Крыму.
- Лечил Ю. А. Гагарина, Л. И. Брежнева и многих других знаменитостей, отдыхавших в Крыму.
- Неоднократно приглашался на высокие должности в ведущих ВУЗах и НИИ Москвы и Киева, но всегда отказывался, не желая покидать Крым.
- Для безошибочной диагностики любого сердечно-сосудистого заболевания профессору, как правило, хватало послушать пациента с помощью фонендоскопа, попросить его несколько раз присесть и ещё раз послушать. Впоследствии, технические средства всегда подтверждали правильность диагноза.
- По утверждениям многих студентов, на лекциях профессора стояла такая тишина, что можно было услышать пролетающую муху.
- Ведя здоровый образ жизни, перед обедом выпивал маленькую рюмочку коньяка. Коньяк советовал заедать не лимоном, а персиком.
- Существует легенда, что во время вручения дипломов, выбросил в окно диплом сына секретаря обкома партии, так как считал, что знания данного выпускника не соответствуют требованиям. По другой (вероятно, более правдоподобной) версии профессор выбросил в окно зачётку первого секретаря комсомольской организации института, которая приравнивалась к райкому ВЛКСМ.
- Существует легенда, согласно которой профессор рекомендовал поддерживать себя в хорошей физической форме следующим образом: рассыпать коробок спичек, а потом снова его собрать, наклоняясь за каждой спичкой в отдельности.
- Зачёты у студентов он принимал интересным способом: после того, как студент подготовился по билету и перед тем как сесть отвечать, он должен был налить чай в стакан и положить сахар. Если студент забывал это сделать, Александр Багратович напоминал об этом: «Чай, пожалуйста!». После этого студент садился рядом с профессором и начинал беседовать (именно беседовать, а не отвечать!) на тему билета. Если студент беседовал плохо, то слышал в свой адрес что-то вроде: «Ай-я-яй...». Сдавая зачеты в такой атмосфере студентам было просто стыдно приходить неподготовленными...